# NGC 469
NGC 469 é uma galáxia espiral (S) localizada na direcção da constelação de Pisces. Possui uma declinação de +14° 52' 19" e uma ascensão recta de 1 horas, 19 minutos e 33,0 segundos.
A galáxia NGC 469 foi descoberta em 3 de Novembro de 1864 por Albert Marth.